# ماری دو ربوتن-شانتال
ماری دو ربوتن شانتال، مارکیز سوینیه (به فرانسوی: Marie de Rabutin-Chantal, marquise de Sévigné) نویسنده قرن هفدهم میلادی اهل فرانسه است.